# Фаунтен-Ран (Кентуккі)
Фаунтен-Ран (англ. Fountain Run) — місто (англ. city) в США, в окрузі Монро штату Кентуккі. Населення — 216 осіб (2020).

## Географія
Фаунтен-Ран розташований за координатами 36°43′22″ пн. ш. 85°57′21″ зх. д. / 36.72278° пн. ш. 85.95583° зх. д. (36.722704, -85.955808).  За даними Бюро перепису населення США в 2010 році місто мало площу 3,41 км², з яких 3,41 км² — суходіл та 0,00 км² — водойми.

## Демографія
Згідно з переписом 2010 року, у місті мешкало 217 осіб у 95 домогосподарствах у складі 62 родин. Густота населення становила 64 особи/км².  Було 122 помешкання (36/км²).
Расовий склад населення:
| - 96,8 % — білих - 1,4 % — чорних або афроамериканців |

До двох чи більше рас належало 0,9 %. Частка іспаномовних становила 0,9 % від усіх жителів.
За віковим діапазоном населення розподілялося таким чином: 23,5 % — особи молодші 18 років, 57,1 % — особи у віці 18—64 років, 19,4 % — особи у віці 65 років та старші. Медіана віку мешканця становила 42,5 року. На 100 осіб жіночої статі у місті припадало 90,4 чоловіків;  на 100 жінок у віці від 18 років та старших — 86,5 чоловіків також старших 18 років.
Середній дохід на одне домашнє господарство  становив 37 193 долари США (медіана — 29 375), а середній дохід на одну сім'ю — 49 867 доларів (медіана — 42 083). Медіана доходів становила 38 333 долари для чоловіків та 32 083 долари для жінок. За межею бідності перебувало 28,6 % осіб, у тому числі 36,5 % дітей у віці до 18 років та 53,8 % осіб у віці 65 років та старших.
Цивільне працевлаштоване населення становило 84 особи. Основні галузі зайнятості: виробництво — 31,0 %, освіта, охорона здоров'я та соціальна допомога — 23,8 %, будівництво — 11,9 %, оптова торгівля — 9,5 %.